# 布里斯班 (加利福尼亚州)
布里斯班（英語：Brisbane），是美国加利福尼亚州圣马特奥县下属的一个城市。于1961年11月27日建市。城市面积约为8.0平方公里，根据2010年美国人口普查，该市有人口4,282人。
聖馬刁縣立圖書館经营布里斯圖書館。